# Nikolai Grigorjewitsch Pissarewski

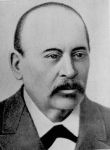
Nikolai Grigorjewitsch Pissarewski

Nikolai Grigorjewitsch Pissarewski (russisch Николай Григорьевич Писаревский; * 1. Novemberjul. / 13. November 1821greg. im Gouvernement Podolien; † 21. Junijul. / 3. Juli 1895greg. in St. Petersburg) war ein russischer Offizier und Elektroingenieur.

## Leben
Pissarewski stammte aus einer podolischen Adelsfamilie. Er absolvierte die Polozker Kadettenschule mit Auszeichnung und studierte dann an der Konstantin-Artillerieschule. Darauf diente er als Praporschtschik in der 13. Artilleriebrigade. 1843–1847 studierte er in St. Petersburg an der Generalstabsakademie in der Abteilung für Geodäsie und Fernmeldewesen. Nach dem Abschluss wurde er Assistent des Chefs der Geodäsie-Abteilung für Militärtopografie im Generalstab des Heeres. Unter seiner Führung stellte eine Gruppe von Offizieren die ersten militärtopografischen Karten der strategisch wichtigen westlichen Provinzen für die russische Armee her, wofür er befördert und mehrfach ausgezeichnet wurde. 1855 wurde er Chef der Fotografie-Abteilung des Generalstabs und organisierte die Ausbildung der Fotografen. 1858 wurde er zur Fortbildung in der fotografischen Kunst ins Ausland geschickt. Er besuchte Berlin, London, wo er Alexander Herzen traf, und Paris, wo er Physik-Vorlesungen an der Sorbonne hörte. Auch studierte er die Künstlerische Fotografie. Nach seiner Rückkehr führte er die Fotografie in das Militärwesen ein, wofür er ausgezeichnet und 1859 zum Oberst befördert wurde.
1860 organisierte Pissarewski die sozialpolitische Verlagsgenossenschaft Der gesellschaftliche Nutzen, zu deren Direktoren er dann gehörte. 1861 bekam er den Auftrag für die Herausgabe der offiziellen Zeitung Russki Invalid des Kriegsministeriums, die ein bedeutendes Presseorgan wurde und sich für Reformen in Heer und Marine einsetzte. 1862 gliederte er den inoffiziellen Teil des Russki Invalid in Form der selbständigen Zeitung Gegenwartswort aus. Seine Aktivitäten in dieser Zeitung fanden Resonanz in Alexander Herzens Kolokol (Die Glocke) und in Nekrassows satirischen Gedichten Zwei Verleger und Lied vom Argos. 1863 wurde Pissarewski aus dem Dienst entlassen, was zu einem öffentlichen Aufschrei führte. 1864 kehrte er in den militärischen Dienst zurück und nahm seine publizistische Tätigkeit wieder auf.
1868 wurde Pissarewski Inspektor des russischen Posttelegrafenamtes. Er besuchte fast alle Provinzen des Reiches einschließlich Sibiriens. Er leitete das Technische Komitee des Telegrafenwesens. Er beschäftigte sich mit Fragen der heimischen Produktion von Kabeln. Seine gründlichen Kenntnisse der Elektrotechnik, Telegrafie und Telefonie und seine mehr als zehnjährigen Erfahrungen begann er ab 1877 in Form von Aufsätzen und Büchern zu veröffentlichen. Dabei legte er besonderen Wert auf die elektrischen Messungen, wofür er das erste russische Buch schrieb. Er leitete die Verlegung des ersten Seekabels in Russland von Baku durch das Kaspische Meer nach Krasnowodsk (1879) und von St. Petersburg nach Kronstadt.
1886 organisierte Pissarewski die erste Technische Hochschule für das Posttelegrafenwesen im russischen Reich und wurde ihr erster Direktor. 1891 wurde daraus das St. Petersburger Kaiserliche Elektrotechnische Institut (ETI) Alexander III. mit Pissarewski als Direktor. Nach seinem Tode trat Nikolai Nikolajewitsch Katschalow der Ältere die Nachfolge an.
Pissarewski wurde auf dem St. Petersburger Nowodewitschi-Friedhof begraben.